# Dr. Luke
Dr. Luke, pseudonimo di Łukasz Sebastian Gottwald (Providence, 26 settembre 1973), è un musicista, compositore e produttore discografico statunitense di origini polacche.
Ha lavorato con alcuni tra i più famosi artisti, tra i quali Kesha, Britney Spears, Kelly Clarkson, Lady Sovereign, Kelis, Sugababes, Avril Lavigne, Lil Mama, Missy Elliott, P!nk, Mos Def, Vanessa Hudgens, Backstreet Boys, Daughtry, The Veronicas, Nicki Minaj, Miley Cyrus, Jessie J, Katy Perry, Rihanna, Demi Lovato e Kim Petras. È stato inserito nella lista dei 10 produttori del decennio da Billboard nel 2009. Nel 2010 ha vinto il premio "scrittore dell'anno", nel 2011 è stato nominato come scrittore numero 1 dell'anno dalla Hot 100 e produttore numero 1 dell'anno da Billboard.
Ha prodotto alcune delle canzoni che hanno raggiunto la prima posizione della Billboard Hot 100 come: Teenage Dream, I Kissed a Girl, Part of Me, Last Friday Night (T.G.I.F.), California Gurls, Girlfriend, Tik Tok, We R Who We R, E.T., Hold It Against Me, Right Round e My Life Would Suck Without You.
Dr. Luke è stato anche il chitarrista dei Saturday Night Live Band.
Lavora insieme al suo team di produttori composto da DJ Ammo, Cirkut, Max Martin e Benny Blanco.

## Carriera

### Inizi
Originario di Providence, Rhode Island, da padre polacco, un architetto nativo di Łask. Gottwald passa molto del suo periodo formativo a New York. Vuole diventare un batterista, ma i suoi genitori si rifiutano di fargliene tenere una in casa, per cui, a 13 anni, prende la chitarra di sua sorella più grande e impara a suonarla da solo. Da adolescente è solito ascoltare in continuazione pessima musica allo scopo di trovare parti di chitarra soddisfacenti, così da riuscire a immaginare quello che il chitarrista sta eseguendo correttamente.

### Dal 1997 al 2007: IlSaturday Night Livee gli inizi della carriera
Nel 1997 viene ammesso nei Saturday Night Live Band (con cui suona per dieci stagioni lasciando alla fine di quella 2006-2007) per partecipare come chitarrista solista all'omonimo show televisivo Saturday Night Live. Come chitarrista Dr. Luke ha suonato insieme a Herbie Hancock, Michael Bolton, Phoebe Snow, Jack McDuff e Shabba Ranks. Mentre lavora allo show Saturday Night Live Dr. Luke si esibisce in diversi jingles e pubblicità e diviene un'istituzione come dee-jay a New York. È pure molto attivo sulla scena underground Hip hop, producendo tracce e remixando per diversi artisti, tra cui Mos Def, Black Star, KRS-One e Zack de la Rocha, così come Arrested Development e Nappy Roots.
Con il nome Kasz, fa uscire il maxi singolo “Wet Lapse” per Rawkus Records e re-mixa il tema dal film Mortal Kombat. Conosce il produttore svedese Max Martin a una festa privata in cui è dee-jay e lo accompagna in giro per i club di New York.

### Dal 2004 a oggi: il riconoscimento ufficiale e il successo commerciale
Dr. Luke possiede due case editoriali, la Kasz Money Publishing per le sue produzioni, e la Prescription Songs, che impiega un network di 50 autori tra cui Kesha, Katy Perry e Benny Blanco. Dal gennaio 2011 ha piazzato 21 singoli Top 40 nella Billboard Hot 100, divenendo il terzo produttore con più hit di questo tipo da quando queste classifiche sono state create. Ha co-scritto e co-prodotto con Max Martin la canzone di Kelly Clarkson “Since U Been Gone” che ha raggiunto il secondo posto nella Billboard Hot 100 ed ha fornito alla cantante un'altra hit con “Behind These Hazel Eyes”. Le successive canzoni di Pink “Who Knew” e “U + Ur Hand” hanno raggiunto la top ten degli Hot 100. Ha pure co-prodotto un altro numero uno per Avril Lavigne con il brano “Girlfriend” insieme ad altre sette canzoni sull'album della Lavigne. Per le Sugababes ha scritto e prodotto la hit “About You Now”. Dr. Luke ha contribuito all'album di Katy Perry con due brani numero uno della Hot 100 "I Kissed a Girl" e “Hot n Cold”, e con tre brani per l'album del 2008 di Britney Spears, Circus, inclusa la "title track". Ha pure co-prodotto il brano numero uno negli Stati Uniti “Right Round” del rapper Flo Rida. Pure la sua terza co-produzione per Kelly Clarkson, “My Life Would Suck Without You” ha raggiunto la vetta degli Hot 100. A fine 2009, la sua canzone per Miley Cyrus, “Party in the U.S.A.”, scritta insieme a Jessie J ha raggiunto il secondo posto. Nel dicembre del 2009 Billboard lo nomina uno dei top 10 produttori del decennio.
Il 21 aprile, Dr. Luke viene nominato autore dell'anno ai premi ASCAP per la musica pop del 2010 dove riceve 10 riconoscimenti come autore e produttore dell'anno. Questo dopo che, tra il 2006 e il 2009, aveva già ricevuto 10 Pop Music Awards da ASCAP. Viene pure nominato fra le “100 più persone più creative in affari” da Fast Company, piazzandosi in trentatreesima posizione. La sua co-produzione per Katy Perry “California Gurls” debutta al secondo posto delle Hot 100 per arrivare in un secondo momento al primo posto e il secondo single “Teenage Dream” farà la stessa cosa. Il brano “Dynamite” di Taio Cruz, co-prodotto da Dr. Luke, ha raggiunto il primo posto nella classifica del Regno Unito e il secondo posto in quella statunitense. Ha contribuito ad altre tre canzoni top ten, “Magic” di B.o.B., My First Kiss per i 3OH!3 e “Take It Off” per Kesha, come pure a una canzone top five, “Your Love Is My Drug”, quest'ultima tra le Hot 100.
Il 1º dicembre 2010 Dr. Luke riceve 2 nomination alla cinquantatreesima edizione dei Grammy Awards nelle categorie Album dell'anno (Teenage Dream di Katy Perry) e “Produttore dell'anno” (sezione “Non classica”) Viene pure nominato da Billboard “Autore dell'anno numero uno degli Hot 100” e “Produttore dell'anno numero uno”. All'inizio del 2011, Advertising Age definisce Dr. Luke “il produttore e autore più di successo dell'anno in termini di permanenza in classifica”. Il singolo di Briney Spears “Hold It Against Me”, co-prodotto da Dr. Luke, diventa il diciottesimo brano a debuttare alla vetta delle Hot 100 a gennaio. Produce e co-scrive pure il brano di Jessie J, “Price Tag”, per il quale viene accreditato come Coconut Man, che debutta al primo posto nel Regno Unito. Co-produce anche “E.T.” e Last Friday Night (T.G.I.F.) per Katy Perry, entrambi i brani hit numero uno per Billboard.
Nella settimana conclusasi col primo week-end di marzo 2012, la co-produzione di Dr. Luke per “Part of Me (Katy Perry)” di Katy Perry diventa la ventesima canzone a debuttare in vetta alla Hot 100 del Billboard. Produce inoltre il singolo di Perry “Wide Awake” che svetta alla seconda posizione nelle Hot 100 del Billboard e in cima alla classifica delle Canzoni Pop degli Stati Uniti. Il 2 novembre 2012 alcuni brani del secondo album della boyband One Direction, Take Me Home, viene fatto filtrare on-line, compresa “Rock Me”, prodotta da Dr. Luke e dai suoi collaboratori Cirkut, Emily Wright e Kool Kojak. Produce il singolo “Die Young” per il rientro di Kesha, che si posiziona al numero 2 della Hot 100 del Billboard. È pureproduttore esecutivo del secondo album di Kesha, Warrior, e produce 12 tracce dell'album che esce il 4 dicembre 2012 negli Stati Uniti.
Dr. Luke produce pure il singolo hit nel Regno Unito “How to Be a Heartbreaker” scritto ed eseguito dalla cantante britannica Marina and the Diamonds. La canzone da allora sale lentamente al numero 105 delle classifiche Pop USA di iTunes e acquisisce ulteriore ascolto fra le radio americane per guadagnare ulteriore popolarità allorché esce come cover nello show televisivo di punta “Glee”. Dr. Luke collabora pure alla produzione di alcune tracce, tra cui “Lies” e “Primadonna”, dall'album Electra Heart di Marina il quale debutta al primo posto nella classifica degli album del Regno Unito. Produce e co-scrive la canzone di Britney Spears “Brightest Morning Star” della versione deluxe del suo ottavo album Britney Jean.

## Procedimenti giudiziari
Nell'ottobre 2014, dopo svariati anni di sodalizio artistico, Dr. Luke è stato accusato di violenza sessuale e psicologica nei confronti della cantante Kesha, che lo ha denunciato. Nel contempo, Kesha ha chiesto la recessione del contratto che la vedeva legata alla casa discografica Sony e al produttore. Dopo due anni di iter processuale il giudice respinge la richiesta dell'artista di recessione del contratto, sostenendo che non ci fossero "danni irreparabili" a carico della cantante. Nell'agosto del 2016 Kesha ritira le accuse e presenta alla casa discografica dei nuovi brani per far ripartire la sua carriera, in pausa da due anni. Nel 2017 pubblica delle e-mail tra la sua manager e Dr. Luke, in cui quest'ultimo criticava la forma fisica della cantante, sostenendo che molte case discografiche non avrebbero accettato le sue canzoni a causa del suo peso. Nel luglio 2017 i legali di Dr. Luke hanno inoltre chiamato in causa la cantante Lady Gaga, in quanto ritenuta "persona informata dei fatti" e schierata pubblicamente dalla parte di Kesha. In favore della cantante anche altri cantanti hanno rilasciato dichiarazioni contro il produttore, tra cui Kelly Clarkson, Zara Larsson, Taylor Swift, Miley Cyrus, Nicki Minaj, Adele, Ariana Grande, Lorde, Lily Allen, Demi Lovato e Alessia Cara.

## Discografia
| Titolo                                        | Anno        | Album                                                                                         | Autore/coautore | Produttore/coproduttore |  |
| --------------------------------------------- | ----------- | --------------------------------------------------------------------------------------------- | --------------- | ----------------------- |  |
| "Wet Lapse/Wave Gravy"                        | Sconosciuto | Kasz                                                                                          | Si              | Si                      |  |
| "Know Soul"                                   | Sconosciuto | Dr. Luke                                                                                      | Si              | Si                      |  |
| "Theme From Mortal Kombat (Chicken Dust Mix)" | 1997        | Kasz & Beal – Various - Mortal Kombat Distruzione totale (Original Motion Picture Soundtrack) |                 | Si                      |  |
| "She Gave Me Love"                            | 1998        | The Getaway People – The Getaway People                                                       | Si              | Si                      |  |
| "Rocktronix/Stick 'Em"                        | 1999        | Wide – Unknownwerks, The Hot Chick (Original Soundtrack)                                      | Si              | Si                      |  |
| "Lift Ticket"                                 | 1999        | Wide – Unknownwerks, The Hot Chick (Original Soundtrack)                                      | Si              | Si                      |  |
| "Wax On (David Beal & Kasz remix)"            | 1999        | Kodo – Sai-So                                                                                 |                 | Si                      |  |
| "Respiration"                                 | 1999        | Black Star                                                                                    |                 | Si                      |  |
| "Since U Been Gone"                           | 2004        | Kelly Clarkson – Breakaway                                                                    | Si              | Si                      |  |
| "Behind These Hazel Eyes"                     | 2004        | Kelly Clarkson – Breakaway                                                                    | Si              | Si                      |  |
| "Esmerelda"                                   | 2004        | Arrested Development – Among the Trees                                                        |                 | Si                      |  |
| "Just Want You to Know"                       | 2005        | Backstreet Boys – Never Gone                                                                  | Si              | Si                      |  |
| "Climbing The Walls"                          | 2005        | Backstreet Boys – Never Gone                                                                  | Si              | Si                      |  |
| "Break You"                                   | 2005        | Marion Raven – Here I Am                                                                      | Si              | Si                      |  |
| "4ever"                                       | 2005        | The Veronicas – The Secret Life of...                                                         | Si              | Si                      |  |
| "Everything I'm Not"                          | 2005        | The Veronicas – The Secret Life of...                                                         | Si              | Si                      |  |
| "When It All Falls Apart"                     | 2005        | The Veronicas – The Secret Life of...                                                         |                 | Si                      |  |
| "U Make Me Better"                            | 2005        | Bo Bice – The Real Thing                                                                      | Si              | Si                      |  |
| "Lie ... It's All Right"                      | 2005        | Bo Bice – The Real Thing                                                                      | Si              | Si                      |  |
| "Real Life"                                   | 2005        | Ebony Eyez – 7-Day Cycle                                                                      |                 | Si                      |  |
| "Hello! Let's Go to a Disco"                  | 2005        | Ursula 2000 – Here Comes Tomorrow                                                             | Si              | Si                      |  |
| "Arrastão"                                    | 2005        | Ursula 2000 – Here Comes Tomorrow                                                             | Si              | Si                      |  |
| "Electrik Boogie"                             | 2005        | Ursula 2000 – Here Comes Tomorrow                                                             | Si              | Si                      |  |
| "Who Knew"                                    | 2006        | Pink (cantante) – I'm Not Dead                                                                | Si              | Si                      |  |
| "'Cuz I Can"                                  | 2006        | Pink (cantante) – I'm Not Dead                                                                | Si              | Si                      |  |
| "U + Ur Hand"                                 | 2006        | Pink (cantante) – I'm Not Dead                                                                | Si              | Si                      |  |
| "Let U Go"                                    | 2006        | Ashley Parker Angel – Soundtrack to Your Life                                                 | Si              | Si                      |  |
| "I'm Better"                                  | 2006        | Ashley Parker Angel – Soundtrack to Your Life                                                 | Si              | Si                      |  |
| "Nothing in This World"                       | 2006        | Paris Hilton – Paris                                                                          | Si              | Si                      |  |
| "I Don't Think So"                            | 2006        | Kelis – Kelis Was Here                                                                        | Si              | Si                      |  |
| "Firr Az That Thang"                          | 2006        | Jibbs – Jibbs feat. Jibbs                                                                     | Si              | Si                      |  |
| "Can U?"                                      | 2006        | Jeannie Ortega – No Place Like BKLYN                                                          | Si              | Si                      |  |
| "Love Me or Hate Me"                          | 2006        | Lady Sovereign – Public Warning                                                               | Si              | Si                      |  |
| "Those Were the Days"                         | 2006        | Lady Sovereign – Public Warning                                                               | Si              | Si                      |  |
| "Feels Like Tonight"                          | 2006        | Daughtry – Daughtry                                                                           | Si              |                         |  |
| "Perfect Kinda Day"                           | 2006        | Sara Niemietz – Polly Pocket: PollyWorld                                                      | Si              |                         |  |
| "Keep Holding On"                             | 2006        | Avril Lavigne – Eragon: Music from the Motion Picture                                         | Si              | Si                      |  |
| "Girlfriend"                                  | 2007        | Avril Lavigne – The Best Damn Thing                                                           | Si              | Si                      |  |
| "I Can Do Better"                             | 2007        | Avril Lavigne – The Best Damn Thing                                                           | Si              | Si                      |  |
| "Runaway"                                     | 2007        | Avril Lavigne – The Best Damn Thing                                                           | Si              | Si                      |  |
| "Hot"                                         | 2007        | Avril Lavigne – The Best Damn Thing                                                           |                 | Si                      |  |
| "I Don't Have to Try"                         | 2007        | Avril Lavigne – The Best Damn Thing                                                           | Si              | Si                      |  |
| "I Will Be"                                   | 2007        | Avril Lavigne – The Best Damn Thing                                                           | Si              | Si                      |  |
| "Alone"                                       | 2007        | Avril Lavigne – The Best Damn Thing                                                           | Si              | Si                      |  |
| "Tap That"                                    | 2007        | Megan McCauley – Better Than Blood                                                            | Si              | Si                      |  |
| "About You Now"                               | 2007        | Sugababes – Change                                                                            | Si              | Si                      |  |
| "Surprise (Goodbye)"                          | 2007        | Sugababes – Change                                                                            | Si              | Si                      |  |
| "Open the Door"                               | 2007        | Sugababes – Change                                                                            | Si              | Si                      |  |
| "This Boy's Fire"                             | 2007        | Santana – Ultimate Santana                                                                    |                 | Si                      |  |
| "I Will Be"                                   | 2007        | Leona Lewis – Spirit                                                                          | Si              | Si                      |  |
| "About You Now"                               | 2007        | Miranda Cosgrove – iCarly                                                                     | Si              | Si                      |  |
| "Girl Like Me"                                | 2007        | Skye Sweetnam – Sound Soldier                                                                 | Si              |                         |  |
| "G-Slide (Tour Bus)"                          | 2008        | Lil Mama – VYP: Voice of the Young People                                                     | Si              | Si                      |  |
| "Broken Pieces"                               | 2008        | Lil Mama – VYP: Voice of the Young People                                                     |                 | Si                      |  |
| "I Kissed a Girl"                             | 2008        | Katy Perry – One of the Boys                                                                  | Si              | Si                      |  |
| "Hot n Cold"                                  | 2008        | Katy Perry – One of the Boys                                                                  | Si              | Si                      |  |
| "Identified"                                  | 2008        | Vanessa Hudgens – Identified                                                                  | Si              | Si                      |  |
| "First Bad Habit"                             | 2008        | Vanessa Hudgens – Identified                                                                  | Si              | Si                      |  |
| "Don't Ask Why"                               | 2008        | Vanessa Hudgens – Identified                                                                  | Si              | Si                      |  |
| "Amazed"                                      | 2008        | Vanessa Hudgens – Identified                                                                  | Si              | Si                      |  |
| "Set It Off"                                  | 2008        | Vanessa Hudgens – Identified                                                                  | Si              | Si                      |  |
| "Circus"                                      | 2008        | Britney Spears – Circus                                                                       | Si              | Si                      |  |
| "Shattered Glass"                             | 2008        | Britney Spears – Circus                                                                       | Si              | Si                      |  |
| "Lace and Leather"                            | 2008        | Britney Spears – Circus                                                                       | Si              | Si                      |  |
| "My Life Would Suck Without You"              | 2009        | Kelly Clarkson – All I Ever Wanted                                                            | Si              | Si                      |  |
| "Right Round"                                 | 2009        | Flo Rida – R.O.O.T.S.                                                                         | Si              | Si                      |  |
| "Touch Me"                                    | 2009        | Flo Rida – R.O.O.T.S.                                                                         | Si              | Si                      |  |
| "So Human"                                    | 2009        | Lady Sovereign – Jigsaw                                                                       | Si              | Si                      |  |
| "Pennies"                                     | 2009        | Lady Sovereign – Jigsaw                                                                       | Si              | Si                      |  |
| "Bang Bang"                                   | 2009        | Lady Sovereign – Jigsaw                                                                       | Si              | Si                      |  |
| "Tell Me What Your Name Is"                   | 2009        | Ciara – Fantasy Ride                                                                          | Si              | Si                      |  |
| "Girls"                                       | 2009        | Pitbull – Rebelution                                                                          | Si              | Si                      |  |
| "Party in the U.S.A."                         | 2009        | Miley Cyrus – The Time of Our Lives                                                           | Si              | Si                      |  |
| "The Time of Our Lives"                       | 2009        | Miley Cyrus – The Time of Our Lives                                                           | Si              | Si                      |  |
| "I'm Your Daddy"                              | 2009        | Weezer – Raditude                                                                             | Si              | Si                      |  |
| "Get Me Some"                                 | 2009        | Weezer – Raditude                                                                             | Si              | Si                      |  |
| "For Your Entertainment"                      | 2009        | Adam Lambert – For Your Entertainment                                                         | Si              | Si                      |  |
| "Till the World Ends"                         | 2011        | Britney Spears – Femme Fatale                                                                 | Si              | Si                      |  |
| "Hold It Against Me"                          | 2011        | Britney Spears – Femme Fatale                                                                 | Si              | Si                      |  |
| "Inside Out"                                  | 2011        | Britney Spears – Femme Fatale                                                                 | Si              | Si                      |  |
| "Seal It with a Kiss"                         | 2011        | Britney Spears – Femme Fatale                                                                 | Si              | Si                      |  |
| "Gasoline"                                    | 2011        | Britney Spears – Femme Fatale                                                                 | Si              | Si                      |  |
| "Come n Go"                                   | 2011        | Pitbull – Planet Pit                                                                          | Si              | Si                      |  |
| "Price Tag"                                   | 2011        | Jessie J – Who You Are/Who You Are (Platinum Edition)                                         | Si              | Si                      |  |
| "Abracadabra"                                 | 2011        | Jessie J – Who You Are/Who You Are (Platinum Edition)                                         | Si              | Si                      |  |
| "Domino"                                      | 2011        | Jessie J – Who You Are/Who You Are (Platinum Edition)                                         | Si              | Si                      |  |
| "Hangover"                                    | 2011        | Taio Cruz – TY.O                                                                              | Si              | Si                      |  |
| "Make It Last Forever"                        | 2011        | Taio Cruz – TY.O                                                                              | Si              | Si                      |  |
| "Tattoo"                                      | 2011        | Taio Cruz – TY.O                                                                              | Si              | Si                      |  |
| "You Da One"                                  | 2011        | Rihanna – Talk That Talk                                                                      | Si              | Si                      |  |
| "Where Have You Been"                         | 2011        | Rihanna – Talk That Talk                                                                      | Si              | Si                      |  |
| "Fool in Love"                                | 2011        | Rihanna – Talk That Talk                                                                      | Si              | Si                      |  |
| "Turn All the Lights On"                      | 2011        | T-Pain – RevolveR                                                                             | Si              | Si                      |  |
| "Better Than I Know Myself"                   | 2011        | Adam Lambert – Trespassing                                                                    | Si              | Si                      |  |
| "Never Close Our Eyes"                        | 2011        | Adam Lambert – Trespassing                                                                    | Si              | Si                      |  |
| "All Kinds of Wrong"                          | 2012        | Miranda Cosgrove – ISoundtrack II                                                             | Si              | Si                      |  |
| "Part of Me"                                  | 2012        | Katy Perry – Teenage Dream: The Complete Confection                                           | Si              | Si                      |  |
| "Wide Awake"                                  | 2012        | Katy Perry – Teenage Dream: The Complete Confection                                           | Si              | Si                      |  |
| "Tommie Sunshine's Megasix Smash-Up"          | 2012        | Katy Perry – Teenage Dream: The Complete Confection                                           | Si              |                         |  |
| "Young Forever"                               | 2012        | Nicki Minaj – Pink Friday: Roman Reloaded                                                     | Si              | Si                      |  |
| "Va Va Voom"                                  | 2012        | Nicki Minaj – Pink Friday: Roman Reloaded                                                     | Si              | Si                      |  |
| "Masquerade"                                  | 2012        | Nicki Minaj – Pink Friday: Roman Reloaded                                                     | Si              | Si                      |  |
| "Good Feeling"                                | 2012        | Flo Rida – Wild Ones                                                                          | Si              | Si                      |  |
| "Primadonna"                                  | 2012        | Marina and the Diamonds – Electra Heart                                                       | Si              | Si                      |  |
| "Lies"                                        | 2012        | Marina and the Diamonds – Electra Heart                                                       | Si              | Si                      |  |
| "How to Be a Heartbreaker"                    | 2012        | Marina and the Diamonds – Electra Heart                                                       | Si              | Si                      |  |
| "Both of Us"                                  | 2012        | B.o.B – Strange Clouds                                                                        | Si              | Si                      |  |
| "Strange Clouds"                              | 2012        | B.o.B – Strange Clouds                                                                        | Si              | Si                      |  |
| "Arena"                                       | 2012        | B.o.B – Strange Clouds                                                                        | Si              | Si                      |  |
| "Out of My Mind"                              | 2012        | B.o.B – Strange Clouds                                                                        | Si              | Si                      |  |
| "Warrior"                                     | 2012        | Kesha – Warrior                                                                               | Si              | Si                      |  |
| "Die Young"                                   | 2012        | Kesha – Warrior                                                                               | Si              | Si                      |  |
| "C'Mon"                                       | 2012        | Kesha – Warrior                                                                               | Si              | Si                      |  |
| "Thinking of You"                             | 2012        | Kesha – Warrior                                                                               | Si              | Si                      |  |
| "Crazy Kids"                                  | 2012        | Kesha – Warrior                                                                               | Si              | Si                      |  |
| "Wherever You Are"                            | 2012        | Kesha – Warrior                                                                               | Si              | Si                      |  |
| "Dirty Love"                                  | 2012        | Kesha – Warrior                                                                               | Si              | Si                      |  |
| "Wonderland"                                  | 2012        | Kesha – Warrior                                                                               | Si              | Si                      |  |
| "Only Wanna Dance with You"                   | 2012        | Kesha – Warrior                                                                               | Si              | Si                      |  |
| "Supernatural"                                | 2012        | Kesha – Warrior                                                                               | Si              | Si                      |  |
| "Last Goodbye"                                | 2012        | Kesha – Warrior                                                                               | Si              | Si                      |  |
| "Gold Trans Am"                               | 2012        | Kesha – Warrior                                                                               | Si              | Si                      |  |
| "Wish U Were Here"                            | 2012        | Cody Simpson – Paradise                                                                       | Si              | Si                      |  |
| "Lovebird"                                    | 2012        | Leona Lewis – Glassheart                                                                      | Si              |                         |  |
| "Oath"                                        | 2012        | Cher Lloyd – Sticks & Stones                                                                  | Si              | Si                      |  |
| "Rock Me"                                     | 2012        | One Direction – Take Me Home                                                                  | Si              | Si                      |  |
| "Walks like Rihanna"                          | 2013        | The Wanted – Word of Mouth                                                                    | Si              | Si                      |  |
| "Geekin'"                                     | 2013        | will.i.am – #willpower                                                                        | Si              |                         |  |
| "Fall Down"                                   | 2013        | will.i.am – #willpower                                                                        | Si              | Si                      |  |
| "Far Away from Home"                          | 2013        | will.i.am – #willpower                                                                        | Si              |                         |  |
| "Reach for the Stars"                         | 2013        | will.i.am – #willpower                                                                        |                 | Si                      |  |
| "Give It 2 U"                                 | 2013        | Robin Thicke – Blurred Lines                                                                  | Si              | Si                      |  |
| "Bounce It"                                   | 2013        | Juicy J – Stay Trippy                                                                         | Si              | Si                      |  |
| "Scholarship"                                 | 2013        | Juicy J – Stay Trippy                                                                         | Si              | Si                      |  |
| "Wrecking Ball"                               | 2013        | Miley Cyrus – Bangerz                                                                         | Si              | Si                      |  |
| "Roar"                                        | 2013        | Katy Perry – Prism                                                                            | Si              | Si                      |  |
| "Legendary Lovers"                            | 2013        | Katy Perry – Prism                                                                            | Si              | Si                      |  |
| "Birthday"                                    | 2013        | Katy Perry – Prism                                                                            | Si              | Si                      |  |
| "Unconditionally"                             | 2013        | Katy Perry – Prism                                                                            | Si              | Si                      |  |
| "Dark Horse"                                  | 2013        | Katy Perry – Prism                                                                            | Si              | Si                      |  |
| "International Smile"                         | 2013        | Katy Perry – Prism                                                                            | Si              | Si                      |  |
| "Ghost"                                       | 2013        | Katy Perry – Prism                                                                            | Si              | Si                      |  |
| "Harder We Fall"                              | 2013        | Jessie J – Alive                                                                              | Si              | Si                      |  |
| "Excuse My Rude"                              | 2013        | Jessie J – Alive                                                                              | Si              | Si                      |  |
| "Gold"                                        | 2013        | Jessie J – Alive                                                                              | Si              |                         |  |
| "Timber"                                      | 2013        | Pitbull – Meltdown                                                                            | Si              | Si                      |  |
| "Brightest Morning Star"                      | 2013        | Britney Spears – Britney Jean                                                                 | Si              | Si                      |  |
| "Ugly Heart"                                  | 2014        | G.R.L. – G.R.L.                                                                               | Si              | Si                      |  |
| "Show Me What You Got"                        | 2014        | G.R.L. – G.R.L.                                                                               | Si              | Si                      |  |
| "Rewind"                                      | 2014        | G.R.L. – G.R.L.                                                                               | Si              | Si                      |  |
| "Dare (La La La)"                             | 2014        | Shakira – Shakira                                                                             | Si              | Si                      |  |
| "La La La (Brazil 2014)"                      | 2014        | Shakira – Shakira                                                                             | Si              | Si                      |  |
| "Wild Wild Love"                              | 2014        | Pitbull – Globalization                                                                       | Si              | Si                      |  |
| "We Are One (Ole Ola)"                        | 2014        | Pitbull – Globalization                                                                       | Si              | Si                      |  |
| "Time of Our Lives"                           | 2014        | Pitbull – Globalization                                                                       | Si              | Si                      |  |
| "Sexy Beaches"                                | 2014        | Pitbull – Globalization                                                                       | Si              | Si                      |  |
| "Drive You Crazy"                             | 2014        | Pitbull – Globalization                                                                       | Si              | Si                      |  |
| "Zipper"                                      | 2014        | Jason Derulo – Tattoos                                                                        | Si              |                         |  |
| "Stayin Out All Night"                        | 2014        | Wiz Khalifa – Blacc Hollywood                                                                 | Si              | Si                      |  |
| "Sugar"                                       | 2014        | Maroon 5 – V                                                                                  | Si              |                         |  |
| "Shower"                                      | 2014        | Becky G                                                                                       | Si              | Si                      |  |
| "Can't Stop Dancin'"                          | 2014        | Becky G                                                                                       | Si              | Si                      |  |
| "Low"                                         | 2014        | Juicy J – Pure THC: The Hustle Continues                                                      | Si              | Si                      |  |
| "For Everybody"                               | 2014        | Juicy J – Pure THC: The Hustle Continues                                                      | Si              | Si                      |  |
| "Never Been in Love"                          | 2014        | Elliphant – One More                                                                          | Si              | Si                      |  |
| "She Knows"                                   | 2014        | Ne-Yo – Non-Fiction                                                                           | Si              | Si                      |  |
| "I Don't Mind"                                | 2014        | Usher – UR                                                                                    | Si              | Si                      |  |
| "Pills N Potions"                             | 2014        | Nicki Minaj – The Pinkprint                                                                   | Si              | Si                      |  |
| "Get On Your Knees"                           | 2014        | Nicki Minaj – The Pinkprint                                                                   | Si              | Si                      |  |
| "Only"                                        | 2014        | Nicki Minaj – The Pinkprint                                                                   | Si              | Si                      |  |
| "Trini Dem Girls"                             | 2014        | Nicki Minaj – The Pinkprint                                                                   | Si              | Si                      |  |
| "The Night Is Still Young"                    | 2014        | Nicki Minaj – The Pinkprint                                                                   | Si              | Si                      |  |
| "This Is How We Roll"                         | 2015        | Fifth Harmony – Reflection                                                                    | Si              | Si                      |  |
| "Lighthouse"                                  | 2015        | G.R.L.                                                                                        | Si              | Si                      |  |
| "Once in a Lifetime"                          | 2015        | Flo Rida – My House                                                                           | Si              | Si                      |  |
| "Lullaby"                                     | 2015        | Ciara – Jackie                                                                                | Si              | Si                      |  |
| "Dance like We're Making Love"                | 2015        | Ciara – Jackie                                                                                | Si              | Si                      |  |
| "Give Me Love"                                | 2015        | Ciara – Jackie                                                                                | Si              | Si                      |  |
| "Kiss & Tell"                                 | 2015        | Ciara – Jackie                                                                                | Si              | Si                      |  |
| "Like This"                                   | 2015        | R. City – What Dreams Are Made Of                                                             | Si              | Si                      |  |
| "Locked Away"                                 | 2015        | R. City – What Dreams Are Made Of                                                             | Si              | Si                      |  |
| "Checking for You"                            | 2015        | R. City – What Dreams Are Made Of                                                             | Si              | Si                      |  |
| "Take You Down"                               | 2015        | R. City – What Dreams Are Made Of                                                             | Si              | Si                      |  |
| "Broadway"                                    | 2015        | R. City – What Dreams Are Made Of                                                             | Si              | Si                      |  |
| "Over"                                        | 2015        | R. City – What Dreams Are Made Of                                                             | Si              | Si                      |  |
| "Make Up"                                     | 2015        | R. City – What Dreams Are Made Of                                                             | Si              | Si                      |  |
| "Again"                                       | 2015        | R. City – What Dreams Are Made Of                                                             | Si              | Si                      |  |
| "Live By the Gun"                             | 2015        | R. City – What Dreams Are Made Of                                                             | Si              | Si                      |  |
| "Slave to the Dollar"                         | 2015        | R. City – What Dreams Are Made Of                                                             | Si              | Si                      |  |
| "Save My Soul"                                | 2015        | R. City – What Dreams Are Made Of                                                             | Si              | Si                      |  |
| "Crazy Love"                                  | 2015        | R. City – What Dreams Are Made Of                                                             | Si              | Si                      |  |
| "Don't You Worry"                             | 2015        | R. City – What Dreams Are Made Of                                                             | Si              | Si                      |  |
| "Our Story"                                   | 2015        | R. City – What Dreams Are Made Of                                                             | Si              | Si                      |  |
| "Lovin' So Hard"                              | 2015        | Becky G                                                                                       | Si              | Si                      |  |
| "Break a Sweat"                               | 2015        | Becky G                                                                                       | Si              | Si                      |  |
| "You Love It"                                 | 2015        | Becky G                                                                                       | Si              | Si                      |  |
| "Whip It!"                                    | 2015        | LunchMoney Lewis                                                                              | Si              | Si                      |  |
| "Ain't Too Cool"                              | 2015        | LunchMoney Lewis                                                                              | Si              | Si                      |  |
| "Ain't Your Mama"                             | 2016        | Jennifer Lopez                                                                                | Si              | Si                      |  |
| "Everybody"                                   | 2016        | Elliphant – Living Life Golden                                                                | Si              | Si                      |  |
| "Love Me Badder"                              | 2016        | Elliphant – Living Life Golden                                                                | Si              | Si                      |  |
| "Greenlight"                                  | 2016        | Pitbull – Climate Change                                                                      | Si              | Si                      |  |
| "Bang Bang "                                  | 2016        | DJ Fresh                                                                                      | Si              |                         |  |
| "Paid"                                        | 2016        | Pusha T – The Land Soundtrack                                                                 |                 | Si                      |  |
| "Superstar"                                   | 2016        | Pitbull – For Copa América 2016                                                               |                 | Si                      |  |
| "Need Me"                                     | 2017        | Baby E – Kill the Noise                                                                       |                 | Si                      |  |
| "Animal"                                      | 2017        | Trey Songz – Tremaine the Album                                                               |                 | Si                      |  |
| "Priceless"                                   | 2017        | Trey Songz – Tremaine the Album                                                               | Si              | Si                      |  |
| "Another Love Song"                           | 2017        | Ne-Yo                                                                                         | Si              | Si                      |  |
| "All Night"                                   | 2017        | Big Boi – Boomiverse                                                                          | Si              | Si                      |  |
| "A Little Work"                               | 2017        | Fergie – Double Dutchess                                                                      | Si              | Si                      |  |
| "Savior"                                      | 2018        | Iggy Azalea                                                                                   | Si              | Si                      |  |
| "Nights Like These"                           | 2018        | Ne-Yo – Good Man                                                                              | Si              | Si                      |  |
| "On Ur Mind"                                  | 2018        | Ne-Yo – Good Man                                                                              | Si              | Si                      |  |
| "Ocean Sure"                                  | 2018        | Ne-Yo – Good Man                                                                              | Si              | Si                      |  |
| "Rules"                                       | 2019        | Doja Cat – Hot Pink                                                                           | Si              | Si                      |  |
| "Say So"                                      | 2019        | Doja Cat – Hot Pink                                                                           | Si              |                         |  |
| "Like That"                                   | 2019        | Doja Cat – Hot Pink                                                                           | Si              |                         |  |
| "Shine"                                       | 2019        | Doja Cat – Hot Pink                                                                           | Si              |                         |  |
| "Juicy"                                       | 2019        | Doja Cat – Hot Pink                                                                           | Si              |                         |  |
| "Icy"                                         | 2019        | Kim Petras – Clarity                                                                          |                 | Si                      |  |

## Filmografia parziale
- Katy Perry: Part of Me, regia di Dan Cutforth e Jane Lipsitz (2012)

## Premi e riconoscimenti
Grammy Awards
- 2011 – Produttore dell'Anno, Non-Classica: Nomination
- 2011 – Album dell'Anno per Teenage Dream di Katy Perry: Nomination
- 2014 – Canzone dell'Anno per "Roar" di Katy Perry: Nomination
- 2014 – Produttore dell'Anno, Non-Classica: Nomination[13]

ASCAP Pop Music Awards
- 2010 – Autore dell'Anno: Vinto
- 2011 – Autore dell'Anno: Vinto